# Daniel Goldenberg
Pour les articles homonymes, voir Goldenberg.
Daniel Goldenberg est un écrivain, scénariste et acteur français.
Au début de sa carrière, il a été acteur, élève du Centre d'art dramatique de la rue Blanche, à Paris. Au théâtre il a joué un petit rôle dans Les Oiseaux de lune de Marcel Aymé, en tournée avec Pierre Blanchar et Claude Laydu, en 1957.

## Publications
- Le Triporteur de Belleville, roman, 1986. Une adaptation télévisuelle en a été tirée en deux épisodes sur France 2 en 2005.
- Le Zaïde, 1988. Une adaptation en a été tirée en 1994 sous le titre J'aime pas qu'on m'aime pour France 2, réalisation Stépane Kurc.
- Pivert, un résistant ordinaire, document en collaboration avec Raymond Kojitsky, 1991.
- Le Grand Rôle, roman, 1999 et 2004 chez Press Pocket. Un film de long métrage en a été tiré en 2004, réalisation Steve Suissa.
- John Lemsky, roman, 2002.
- Évadé du Vel d'Hiv, document, en collaboration avec Gabriel Wachman, 2006.
- Le Juif de la Révolution, 2009.
- La Fugitive, livret d'Opéra sur une musique de Lucio Gregoretti, durée 1h, représenté au Théâtre National de l'Opéra de Rome les 28/29 juin 2009
- La Bague de Mina, roman, Éditions Éoliennes,  2013
- Le Grand Rôle, pièce en 3 actes d'après son roman éponyme, 2014
- Les Révélations de qui vous savez, monologue en forme de one man show, 2015
- Nouvelles de Corse et d'ailleurs…, Éditions Éoliennes, 2015

Chez Lattès
- Les Aventures de Papa Poule, 1979
- Papa Poule en vacances, 1980. Il en a été tirée 12 épisodes en 1980-81, sur France 2.

## Filmographie

### Auteur-réalisateur
- Le Retour, court métrage, 1959, d'après la nouvelle de Gisèle Prassinos, avec Jean-Claude Rolland et Lucie Arnold. Seul film tourné durant la guerre d'Algérie, racontant l'histoire d'une femme qui vient attendre à la gare son mari qui revient d'Algérie. Après ce qu'il y a vécu, ils ont du mal à se reconnaître.

### Réalisateur
- Le Portrait de Marianne, long métrage, 1970, coécrit avec Edgar de Bresson et interprété par Claude Brasseur, Bernard Fresson, Karen Blanguernon et Jacques Rispal. Octave, un matin, croit que Marianne, sa femme, l'a quitté. Il va aussitôt voir son meilleur ami, Alfred. Ils passent la journée ensemble à chercher Marianne dans Paris, et ce faisant, donnent plutôt un portrait d'eux-mêmes... Et bien des raisons pour l'éventuelle départ de Marianne. À la fin de la journée, Octave retrouve Marianne, chez eux. Il a tout inventé. Mais peut-être cette journée n'a-t-elle été que la répétition d'une journée future...

### Acteur
- - épisode : Un savant bien tranquille :  Albert Einstein
- 1960 : La Famille Fenouillard de Yves Robert : Anatole
- 1962 : Carillons sans joie de Charles Brabant
- 1978 : On peut le dire sans se fâcher de Roger Coggio
- 1989 : Le Retour d'Arsène Lupin de Jacques Nahum (TV séries)
- 2017 : Cherchez la femme de Sou Abadi : le passager du bus
- 2018 : Mme Mills, une voisine si parfaite de Sophie Marceau : le bibliothécaire

### Assistant réalisateur
- 1970 : L'Explosion de Marc Simenon